# Sam Williamson
Samuel Williamson, né le 17 décembre 1997 à Mount Waverley dans l'État de Victoria, est un nageur australien spécialiste des épreuves de brasse,.

## Carrière
Williamson représente son pays aux Jeux du Commonwealth de 2022 à Birmingham où il remporte 4 médailles dont le titre avec coéquipiers sur l'épreuve du relais quatre nages mixte,,.
En février 2024 à l'occasion des championnats du monde à Doha, il remporte son premier titre mondial en remportant l'épreuve du 50 m brasse en améliorant le record d'Océanie de la discipline.

## Palmarès

### Championnats du monde

#### Grand bassin
- Championnats du monde 2023 à Fukuoka 
  -  Médaille d'argent du relais 4 × 100 m quatre nages mixte
  -  Médaille de bronze du relais 4 × 100 m quatre nages

- Championnats du monde 2024 à Doha 
  -  Médaille d'or du 50 m brasse
  -  Médaille d'argent du relais 4 × 100 m quatre nages mixte

### Jeux du Commonwealth
- Jeux du Commonwealth de 2022 à Birmingham 
  -  Médaille d'or du relais 4 × 100 m quatre nages mixte
  -  Médaille d'argent du 50 m brasse
  -  Médaille d'argent du relais 4 × 100 m quatre nages
  -  Médaille de bronze du 100 m brasse